# Haplosindris leucotriangula
Haplosindris leucotriangula är en fjärilsart som beskrevs av Paul Mabille 1900. Haplosindris leucotriangula ingår i släktet Haplosindris och familjen mott. Inga underarter finns listade i Catalogue of Life.